# Parafia Trójcy Przenajświętszej w Borkowie
Parafia pw. Trójcy Przenajświętszej w Borkowie – rzymskokatolicka parafia należąca do dekanatu Kolno, diecezji łomżyńskiej, metropolii białostockiej.

## Historia
Parafia pw. Trójcy Przenajświętszej została erygowana w 1918, wydzielona z parafii Mały Płock. Początkowo wierni modlili się w domu pochodzącym z 1894, gdzie obecnie jest plebania. Budowę kościoła pod wezwaniem Trójcy Przenajświętszej zaczęto w 1923, a ukończono w 1932.

## Obszar parafii

### Miejscowości i ulice
W granicach parafii znajdują się miejscowości:
- Borkowo

## Miejsca święte

### Kościół parafialny
Kościół murowany pw. Trójcy Przenajświętszej został wybudowany w latach 1923–1932 staraniem ks. prob. Juliana Łosiewskiego.

### Cmentarz parafialny
W odległości ok. 400 m od kościoła znajduje się cmentarz parafialny o powierzchni ok. 1,4 ha.

## Duszpasterze

### Proboszczowie
- ks. Julian Łosiewski 1922–1926,
- ks. Stanisław Jastrzębski 1926–1931,
- ks. Szymon Bagiński 1931–1933,
- ks. Józef Wałajtis 1933–1934,
- ks. Stanisław Rejmentowski 1934–1940,
- ks. Józef Łączyński 1940–1952,
- ks. Julian Wodecki 1952–1962,
- ks. Julian Sójkowski 1962–1989,
- ks. Stanisław Szymborski 1989–1996.

#### Aktualnie
- ks. Krzysztof Wróblewski od 1996.